# Morning Glory (chanson)
Pour les articles homonymes, voir Morning Glory.
Singles de Oasis
Roll with It
(1995) Wonderwall
(1995)
Morning Glory est une chanson du groupe anglais Oasis. C'est également le troisième single de leur second album, (What's the Story) Morning Glory?, sorti en 1995. Le single a été publié en tant que single seulement en Australie, et en tant que single radio aux États-Unis.

## Paroles
Noel Gallagher affirme qu'il était ivre lorsqu'il a écrit la chanson. Selon lui, les paroles de la chanson lui sont venues en marchant tout en écoutant son Walkman (« walking to the sound of my favourite tune », « marchant au son de ma musique préférée ») et après avoir pris un rail de coke (« all your dreams are made/when you're chained to the mirror and the razor blade » : « tous tes rêves se réalisent lorsque tu es enchaîné à ton miroir et à ton rasoir »), car le « razor blade », rasoir, est utilisé pour séparer la cocaïne en lignes sur un « mirror », miroir, d'où elle peut ensuite être sniffée. Il apparait donc que la chanson traite de la toxicomanie en général (« a little time to wake up/need a little time to rest your mind » : « besoin d'un peu de temps pour te réveiller / besoin d'un peu de temps pour reposer ton esprit »).
La phrase « Tomorrow never knows what it doesn't know too soon » (« Demain ne sait jamais ce qu'elle ne sait pas trop tôt ») fait référence à la chanson Tomorrow Never Knows des Beatles, bien que Gallagher prétend avoir complètement oublié pourquoi cela était pertinent pour la chanson.
Morning Glory est une des premières chansons écrites par Noel, il avait envisagé de l'appeler Miror & Razorblade, dans laquelle les paroles différaient de la version finale. Ainsi, le premier couplet était :
The mirror and the razorblade,

If you live round here it's where your dreams are made,

There's no beach, no bucket and spade,

For me
Le miroir et la lame de rasoir,

Si vous vivez par ici c'est l'endroit où vos rêves se réalisent. 

Il n'y a pas de plage, pas de seau ni pelle 

Pour moi
Le deuxième couplet disait :
Rainy Monday afternoon, 

All you need is your favourite tune, 

The end of the day can't come too soon, 

For me
Pluvieux lundi après-midi, 

Tout ce dont vous avez besoin est votre chanson préférée,

La fin de la journée ne peut pas venir trop tôt,

Pour moi
Et le troisième couplet disait :
Remember what we used to say,

The dreams we'd dream and the games we'd play,

It doesn't matter anymore anyway,

To me
Rappelez-vous ce que nous avions coutume de dire, 

Les rêves que nous avions rêvé, le rêve et les jeux que nous avions joués, 

Ils ne sont plus d'aucune importance quand même, 

Pour moi

## Composition et publications
- Le riff principal de la chanson ressemble étroitement à la chanson The One I Love de R.E.M., ainsi, un mashup a été réalisé entre les deux chansons.
- En octobre 2005, un remix de la chanson a été utilisé dans la bande son originale du film Goal! de Danny Cannon. Il a été fait par le producteur de Don't Believe the Truth, Dave Sardy.
- La chanson se retrouve sur le best-of d'Oasis, Stop the Clocks, sorti en 2006.
- Une « morning glory », en argot britannique, veut dire une érection matinale après le sommeil.
- Sur l'album, la fin de la chanson enchaîne directement sur la seconde piste sans titre de 40 secondes, qui elle-même enchaîne à son tour sur Champagne Supernova.
- La chanson a été utilisée dans le film Red Road, lors de la scène de la fête dans un appartement à Glasgow.

## Personnel
- Liam Gallagher - chant
- Noel Gallagher - guitare et chœurs
- Paul Arthurs - guitare rythmique
- Paul McGuigan - basse
- Alan White - batterie

## Reprises
- Le groupe Weezer reprend la chanson sur le Troublemaker Tour en 2008[1].
- Le guitariste et chanteur Deryck Whibley de Sum 41 l'a également joué en acoustique[2].

## Liste des titres
- CD Single International

1. Morning Glory - 4:00
2. It's Better People - 3:59
3. Rockin 'Chair - 4:36
4. Live Forever (Live à Glastonbury le 23 juin 1995) - 4:40